# نادي ساوث إند
نادي ساوث إند هو نادي كرة قدم من ترينيداد وتوباغو ويلعب في دوري المحترفين. يلعب النادي مبارياته كالمستضيف في استاد ماني رامجون.

## اللاعبون
ملاحظة: تشير الأعلام إلى المنتخب الوطني على النحو المحدد في قواعد الأهلية للفيفا. قد يحمل اللاعبون أكثر من جنسية واحدة غير تابعة للفيفا.
| الرقم | البلد            | المركز | اللاعب           |
| ----- | ---------------- | ------ | ---------------- |
|       | ترينيداد وتوباغو | حارس   | أكويليس سيلفيستر |
|       | ترينيداد وتوباغو | مدافع  | دكستر ألين       |
|       | ترينيداد وتوباغو | مدافع  | أوبري دافيد      |
|       | ترينيداد وتوباغو | مدافع  | أداريل جون       |
|       | ترينيداد وتوباغو | مدافع  | لاري باكتشوس     |
|       | ترينيداد وتوباغو | مدافع  | أنتوني هينز      |
|       | ترينيداد وتوباغو | وسط    | جوشوا باتشان     |
|       | ترينيداد وتوباغو | وسط    | كنريك إتيين      |

| الرقم | البلد            | المركز | اللاعب       |
| ----- | ---------------- | ------ | ------------ |
|       | ترينيداد وتوباغو | وسط    | تروي موزس    |
|       | غرينادا          | وسط    | وندل ريني    |
|       | ترينيداد وتوباغو | وسط    | إديسون سمارت |
|       | ترينيداد وتوباغو | وسط    | دينيس بورغيس |
|       | ترينيداد وتوباغو | وسط    | كلفين موديست |
|       | ترينيداد وتوباغو | وسط    | ستيفان بين   |
|       | ترينيداد وتوباغو | وسط    | جباري روجير  |
|       | ترينيداد وتوباغو | مهاجم  | جميل هايو    |

المصدر :